# Stupatjärnen
Stupatjärnen är en sjö i Söderhamns kommun i Hälsingland och ingår i Ljusnans huvudavrinningsområde. Sjön har en area på 0,068 kvadratkilometer och ligger 128,4 meter över havet.

## Delavrinningsområde
Stupatjärnen ingår i det delavrinningsområde (679004-155006) som SMHI kallar för Utloppet av Bergviken. Medelhöjden är 74 meter över havet och ytan är 101,06 kvadratkilometer. Räknas de 2088 avrinningsområdena uppströms in blir den ackumulerade arean 19 611,76 kvadratkilometer. Avrinningsområdets utflöde Ljusnan mynnar i havet. Avrinningsområdet består mestadels av skog (41 procent). Avrinningsområdet har 43,31 kvadratkilometer vattenytor vilket ger det en sjöprocent på 42,8 procent. Bebyggelsen i området täcker en yta av 4,62 kvadratkilometer eller 5 procent av avrinningsområdet.